# Mark Gundelach
Mark Gundelach (ur. 7 stycznia 1992 w Stenløse) – duński piłkarz występujący na pozycji obrońcy. Zawodnik klubu Knattspyrnufélag Akureyrar.

## Kariera klubowa
Gundelach zawodową karierę rozpoczął w 2008 roku w zespole FC Nordsjælland, grającym w Superligaen. W tej lidze zadebiutował 15 listopada 2008 roku w przegranym 1:2 meczu z Brøndby IF. W 2010 roku, a także w 2011 roku zdobył z zespołem Puchar Danii. 27 listopada 2011 roku w wygranym 2:1 spotkaniu z Silkeborgiem strzelił pierwszego gola w Superligaen. W 2012 roku wywalczył mistrzostwo Danii.
W styczniu 2015 Gundelach podpisał trzyletni kontrakt z HB Køge. 3 lata później został piłkarzem FC Roskilde. W 2019 powrócił do HB Køge. W sierpniu 2021 został zawodnikiem islandzkiego Knattspyrnufélag Akureyrar.

## Kariera reprezentacyjna
Gundelach jest byłym reprezentantem Danii U-17, U-18, U-19 oraz U-20. W latach 2012–2013 występował w reprezentacji Danii U-21.